# Президентские выборы в США (1792)
Президентские выборы в США 1792 года — вторые президентские выборы США. В них участвовали все 13 штатов, основавших США, а также присоединившиеся к тому времени к Соединённым Штатам Кентукки и Вермонт. На выборах президентом США был переизбран Джордж Вашингтон, получивший 100% голосов. Как и на выборах 1789 года, Джордж Вашингтон избирался по всеобщему соглашению без оппонентов. Вице-президент Джон Адамс стал вторым, получив 77 голосов, и вновь был переизбран вице-президентом.

## Выборы
Ко времени выборов возникло сильное противостояние между федералистами во главе с министром финансов Александром Гамильтоном, который выступал за сильное федеральное правительство и его решающую роль в экономике, и демократами-республиканцами во главе с государственным секретарём Томасом Джефферсоном, боровшимся за права штатов против экономической программы Гамильтона. Джеймс Мэдисон, вышедший из федералистской партии после разногласий с Гамильтоном по поводу центрального банка, основал в 1792 году вместе с анти-федералистом Джефферсоном создали Демократическо-Республиканскую партию США. 
В результате этих противоречий обе стороны убедили Джорджа Вашингтона, рассматривавшего вопрос об уходе, остаться и баллотироваться вновь для того, чтобы сгладить межфракционные трения. Популярность Вашингтона, которого поддерживали обе стороны, значительно возросла после принятия Билля о правах. Однако демократы-республиканцы боролись за пост вице-президента. Основные кандидаты на пост вице-президента были федералист Джон Адамс и демократ-республиканец Джордж Клинтон. Однако некоторые выборщики за демократов-республиканцев голосовали за Джефферсона или Аарона Бёрра против Клинтона, в результате чего Адамс набрал наибольшее число голосов и вновь стал вице-президентом.

### Кандидаты
- Джон Адамс — вице-президент США из Массачусетса
- Аарон Бёрр — сенатор из Нью-Йорка
- Джордж Клинтон — губернатор Нью-Йорка
- Томас Джефферсон — государственный секретарь из Виргинии
- Джордж Вашингтон — президент США, из Виргинии

### Результаты
| Штат \ кандидат   | Джордж Вашингтон | Джон Адамс | Джордж Клинтон | Томас Джефферсон | Аарон Бёрр | Количество выборщиков |
| ----------------- | ---------------- | ---------- | -------------- | ---------------- | ---------- | --------------------- |
| Коннектикут       | 9                | 9          | -              | -                | -          | 9                     |
| Делавэр           | 3                | 3          | -              | -                | -          | 3                     |
| Джорджия          | 4                | -          | 4              | -                | -          | 4                     |
| Южная Каролина    | 8                | 7          | -              | -                | 1          | 8                     |
| Северная Каролина | 12               | -          | 12             | -                | -          | 12                    |
| Кентукки          | 4                | -          | -              | 4                | -          | 4                     |
| Мериленд          | 8                | 8          | -              | -                | -          | 8                     |
| Массачусетс       | 16               | 16         | -              | -                | -          | 16                    |
| Нью-Гэмпшир       | 6                | 6          | -              | -                | -          | 6                     |
| Нью-Джерси        | 7                | 7          | -              | -                | -          | 7                     |
| Нью-Йорк          | 12               | -          | 12             | -                | -          | 12                    |
| Пенсильвания      | 15               | 14         | 1              | -                | -          | 15                    |
| Род-Айленд        | 4                | 4          | -              | -                | -          | 4                     |
| Вермонт           | 3                | 3          | -              | -                | -          | 3                     |
| Виргиния          | 21               | -          | 21             | -                | -          | 21                    |
| Всего             | 132              | 77         | 50             | 4                | 1          | 132                   |